# Défense 3-4

Défense 3-4

La défense 3-4 est un schéma tactique défensif au football américain. Il est nommé ainsi car il y a 3 linemens défensifs (2 defensive ends et un defensive tackle nommé nose tackle) et 4 linebackers. Moins puissant pour stopper les courses, c'est par contre une solution plus adaptée aux courtes passes. Elle nécessite cependant des joueurs plus mobiles.
Ce schéma pris devient populaire dans les années 2000 dans la National Football League (NFL), remplaçant petit à petit la défense 4-3 qui substitue un linebacker pour un defensive tackle.